# 魏成
魏成（？—？），中国战国时期魏国政治人物，魏文侯的弟弟，魏驹之子。魏文侯让李克拿定是魏成还是翟璜为相。最后是以魏成为相。翟璜不服，质问李克，说自己推荐了吴起、西门豹、乐羊、屈侯鲋和李克五位大臣。李克说魏成推荐的卜子夏、田子方、段干木都是帝王师，不是他这样的臣属能比的，翟璜向李克道歉。